# DNAチップ研究所
株式会社DNAチップ研究所(でいえぬえいちっぷけんきゅうじょ、英称：DNA Chip Research Inc.)は神奈川県川崎市中原区にある遺伝子の検査・分析・検出のサービスを行う企業である。三井化学の子会社。

## 概要
1999年に株式会社デイエヌエイチップ研究所を設立し、2002年に現在の社名に変更。スライドガラスに遺伝子の断片を固着させたDNAチップの研究・開発・販売を行う。大学・公的研究機関・製薬会社などの研究受託サービスも手がける。2013年2月4日売買分から信用取引に関する臨時措置として、東京証券取引所と日本証券金融は貸借担保金率を50％以上に引き上げた。2014年8月1日より市場選択のためマザーズから東京証券取引所第二部に市場変更した。

## 沿革
- 1999年4月 - 株式会社ディエヌエイチップ研究所を神奈川県横浜市保土ケ谷区に設立
- 2001年12月 - 横浜市鶴見区に本社移転
- 2002年11月 - 商号を「株式会社DNAチップ研究所」に変更
- 2004年3月 - 東京証券取引所マザーズ市場に株式上場
- 2014年8月 - 株式上場市場を東京証券取引所第二部へ変更
- 2015年11月 - 東京都港区に研究施設及び事務所を移転
- 2022年10月 - 神奈川県川崎市にメディカルラボラトリーを設立
- 2024年10月 - 神奈川県川崎市に事務所を移転
- 2025年4月 - 筆頭株主の三井化学が株式公開買付けにより議決権所有割合ベースで持株比率を68.14%に引き上げ、親会社となる[3]
- 2025年6月 - 東京証券取引所スタンダード市場上場廃止。株式併合により三井化学の完全子会社となる